# رودخانه نامسن
رودخانهٔ نامسن، (به انگلیسی: Namsen) بزرگترین رودخانه، در استان تروندلاگ، در کشور نروژ است. رودخانهٔ نامسن، در شمالی ترین قسمت استان واقع شده؛ و علت وجودی  درّه  و  نام منطقهٔ نامدال ویا نامدالن، است. این رودخانه، تقریباً ۲۲۸ کیلومتر طول دارد.  کل میدان بارش  و یا حوضه آبریز آن، ۶۲۹۸ کیلومتر مربع و میانگین جریان آب در آن ۲۸۵ متر مکعب در ثانیه است.
رودخانهٔ نامسن، از ارتفاعات پارک ملی بورگهفیل، در استان نوردلاند، آغاز شده؛ و به سمت جنوب، به طرف دریاچه بزرگ نامس، که در قسمت جنوبی مساحتی معادل ۲۸٫۲ کیلومتر مربع دارد و سطح آن حدود ۴۴۰ متر بالاتر از سطح دریا قرار دارد، جاری می شود. از آن جا به سمت شمال غربی ادامه یافته و با بخش بزرگ رود،  پیوند می یابد.